# Opportunistischer Erreger
Unter opportunistischen Erregern versteht man Bakterien, Pilze, Viren und Parasiten, die sich bei Vorliegen einer anderen Erkrankung und einer dadurch geschwächten Verfassung eines Organismus (vor allem des Immunsystems) ausbreiten und somit eine opportunistische Infektion verursachen. Sie nutzen die Gelegenheit (lateinisch opportunitas), sich während der Immunschwäche des Erkrankten zu vermehren und dabei schadhafte Wirkung zu entfalten. Es entsteht also ein Missverhältnis zwischen den Abwehrmechanismen des Wirts und den Pathogenitätsfaktoren des krankheitsauslösenden Mikroorganismen (Agens). Die Krankheitserreger können a) vom Erkrankten selbst (endogene Infektion) und vom Ort der Erkrankung herrühren, oder b) vom Erkrankten selbst stammen, aber von einem anderen Ort herrühren oder c) von außen eingetragen worden sein (exogene Infektion). Beispiele beim Menschen sind:
- Pneumocystis-Pneumonie (PCP), eine besondere Form einer Lungenentzündung durch den Pilz Pneumocystis jirovecii (früher fälschlicherweise P. carinii zugewiesen), die vor allem bei AIDS auftritt und zu der Entdeckung dieser Immunschwäche-Erkrankung geführt hat.
- Legionärskrankheit (Legionellen-Pneumonie), durch Legionella pneumophila hervorgerufene Lungenentzündung, betroffen sind hauptsächlich ältere und immungeschwächte Menschen.[6]
- Clostridioides difficile (früher Clostridium difficile), verursacht nach Antibiotikavorbehandlungen die Pseudomembranöse Enterokolitis. Bei gesunden Menschen kommt es meist nicht vor, bzw. weist die pathogenen (krankmachende) Toxine nicht auf.
- Toxoplasmose, verursacht durch den Parasiten Toxoplasma gondii, betroffen sind immungeschwächte Menschen, z. B. bei HIV-Infektion.
- Progressive multifokale Leukenzephalopathie: eine schwere Hirninfektion, verursacht durch das JC-Virus, z. B. bei HIV-Infektion oder bei Behandlung mit Immunsuppressiva oder mit monoklonalen Antikörpern wie Efalizumab, Natalizumab oder Rituximab
- Tuberkulose, tritt häufig bei immungeschwächten Patienten auf. Insbesondere AIDS-Kranke und Organtransplantierte entwickeln offene Infektionen, und u. U. systemische Infektionen (die dann nicht auf die Lunge beschränkt sind), während ein Großteil der Infektionen von immunkompetenten Personen nur zu einer latenten Infektion führt.
- Candidose (auch Candidiasis), häufig durch Candida albicans ausgelöste, meist endogene Infektion
- Aspergillose, oft durch Aspergillus fumigatus ausgelöste exogene Infektion
- CMV-Infektion, kann u. a. zu Kolitis, Ösophagitis, Retinitis, Pneumonie, Transplantabstoßung und Enzephalitis führen
- HSV-Infektionen, kann u. a. zu Pneumonie, Enzephalitis und Sepsis führen
- Granulom, hervorgerufen durch das Stäbchenbakterium Mycobacterium marinum.[7]